# Hogna unicolor
Hogna unicolor là một loài nhện trong họ Lycosidae.
Loài này thuộc chi Hogna. Hogna unicolor được Carl Friedrich Roewer miêu tả năm 1959.